# Thyrsacanthus fuchsioides
Thyrsacanthus fuchsioides är en akantusväxtart som beskrevs av Christian Gottfried Daniel Nees von Esenbeck. Thyrsacanthus fuchsioides ingår i släktet Thyrsacanthus och familjen akantusväxter. Inga underarter finns listade i Catalogue of Life.